# Les Caves
Les Caves est un bâtiment situé à Samois-sur-Seine, en France. Il est inscrit aux monuments historiques depuis 1949.

## Situation et accès
L’édifice est situé au no 25 de la rue Auguste-Joly, vers le centre de Samois-sur-Seine. Plus largement, il se trouve dans le département de Seine-et-Marne, en région Île-de-France.

## Statut patrimonial et juridique
L'édifice fait l’objet d’une inscription au titre des monuments historiques par arrêté du 14 septembre 1949, en tant que propriété privée.